# 比氏無線鰨
比氏無線鰨為輻鰭魚綱鰈形目鰨亞目舌鰨科的其中一種，為深海魚類，分布於西北太平洋加拿大新斯科細亞至美國北卡羅萊納州海域，棲息深度48-650公尺，體長可達11.9公分，棲息在泥底質大陸棚底層水域，生活習性不明。

## 扩展阅读
維基物種上的相關：比氏無線鰨